# Ofel

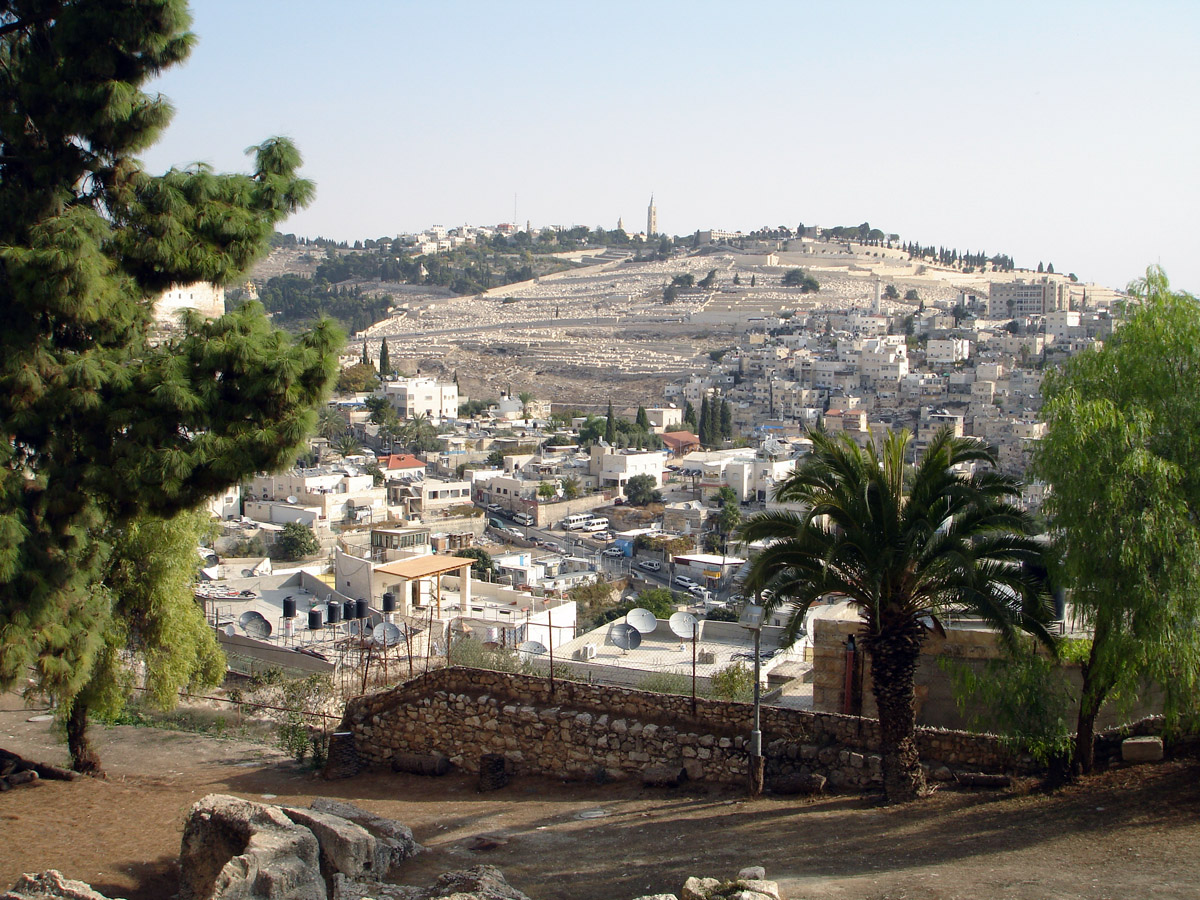
Ofel e o Monte das Oliveiras

Ofel (hebraico העופל  ha·‛Ófel)  significa  monte (elevação), o nome de uma estreita passagem montanhosa, arredondada, um promontório na extremidade sul de Jerusalém, perto do  Monte do Templo e da antiga cidade de Jerusalém, tendo o vale de Tyropoeon (vale dos queijeiros) em seu oeste, o Vale de Hinnom ao sul, e o Vale do Cedro no leste.
Um vale mais profundo (o Tyropoeon), separa Ofel do que é tido agora como a Antiga cidade de Jerusalém mas há muitos enganos escondidos abaixo dos restos acumulados dos séculos. Apesar do nome, a antiga cidade  de Jerusalém data de um período muito mais recente do que o estabelecimento de Ofel, que é considerado ter sido a Jerusalém original; ironicamente Ofel encontra-se fora dos antigos muros da cidade. 
No século I, o historiador Josefo situou Ofel onde o muro oriental “se unia à colunata oriental do templo”. Ofel era, evidentemente, a protuberância de terra que se estendia rumo ao leste, partindo do canto SE da colina do templo de Jerusalém.

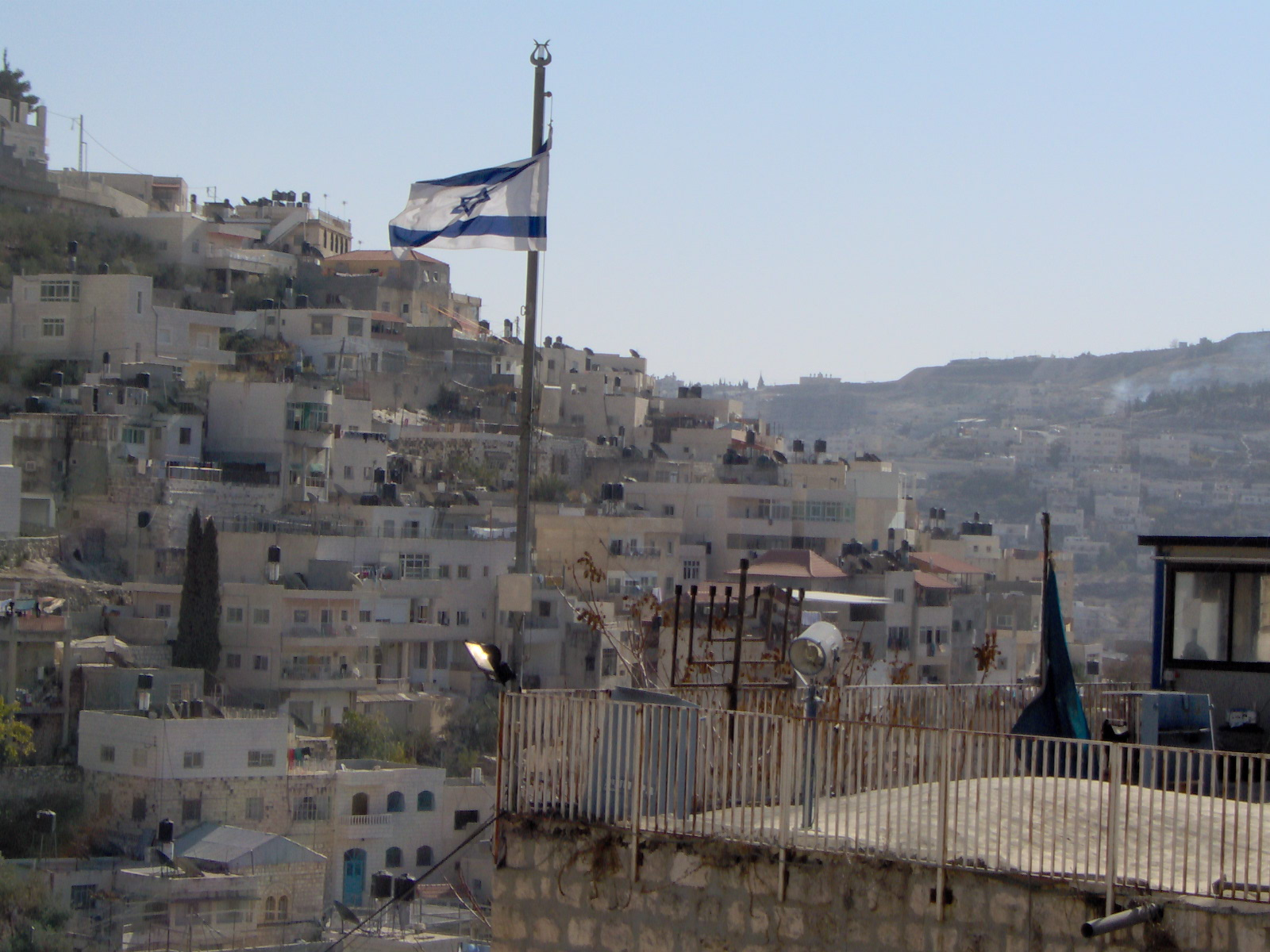
Uma casa na cidade de David perto do Túnel de Ezequias

Ofel já teria sido cercado por uma parte do muro da cidade; esta parede foi descoberta pelos coordenadores do Fundo de Exploração da Palestina ao sudeste da área do templo, 4 pés abaixo do nível de superfície atual. Desde os livros de Samuel no tempo de Davi, acredita-se que a primeira demarcação israelita da cidade tenha sido Ofel. Assim, os restos arqueológicos de Ofel, são tidos pelos judeus como parte da cidade de David. 
Ofel foi considerado parte de Jerusalém até o século XII, mas em seguida esse ponto tornou-se uma vila separada. A população do lugar é agora 40% judaica e 60% muçulmana.

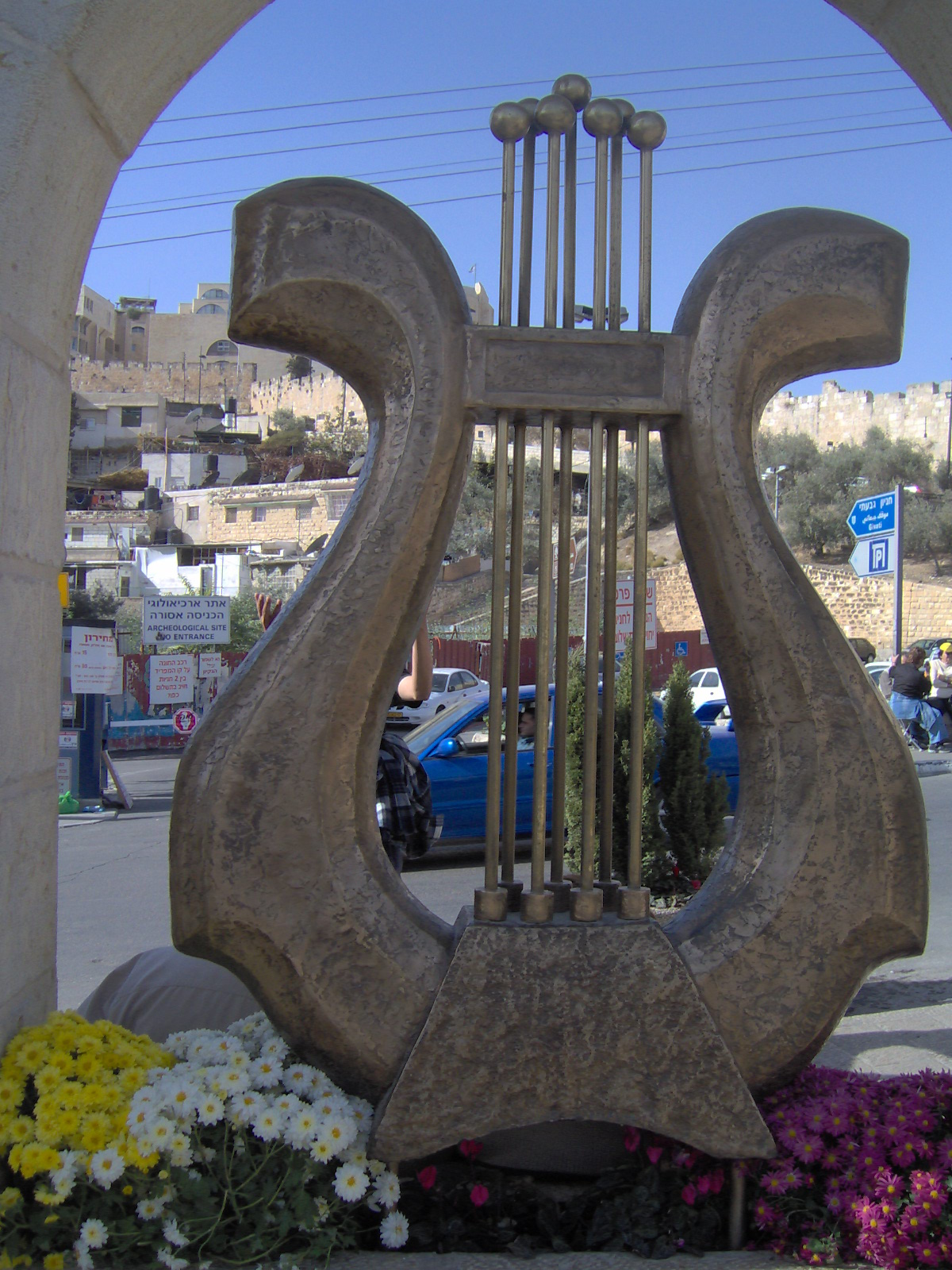
Na entrada da cidade de David: Harpa de David

A área inclui diversos locais de interesse arqueológicos, notavelmente o túnel de Ezequias (um sistema de fonte da água, onde a inscrição de Siloé foi encontrada); o Canal de Warren (outro sistema de fonte de água), e o Reservatório de Siloé. Todos estes sistemas de fonte da água extraíam água da Fonte de Giom que se encontra na inclinação oriental do Ofel, e são considerados geralmente o motivo original que levou a cidade ser construída nesta posição. No livro The Temples that Jerusalem Forgot( 1999) Ernest L. Martin reivindica que Ofel tenha sido a posição original do Templo de Salomão, embora esta opinião seja disputada pela maioria dos arqueólogos, uma completa contradição à tradição de que o templo teria ficado perto da Cúpula da Rocha.
- II Crônicas 33:14

". . .E depois construiu uma muralha externa para a Cidade de Davi, ao oeste de Giom, no vale da torrente e até o Portão do Peixe, e [a] fez dar volta até Ofel e passou a fazê-la muito alta. Além disso, pôs chefes da força militar em todas as cidades fortificadas de Judá."